# Њу Плимут
Њу Плимут је град на Новом Зеланду. Смештен је у региону Таранаки на Северном острву.
Њу Плимут је познат по ботаничким баштама, зоолошком врту и шеталишту уз море дужине 10 км.
Назван је по граду Плимут у Енглеској.

## Становништво
| 2001.  | 2006.  | 2013.  |
| ------ | ------ | ------ |
| 66.600 | 68.898 | 74.184 |